# Aeroportul Pantnagar
Aeroportul Pantnagar (IATA: PGH, ICAO: VIPT) este un aeroport din Pantnagar⁠(d), Udham Singh Nagar district⁠(d), Kumaon division⁠(d), Uttarakhand, India. Aeroportul a fost tranzitat în decembrie 2022 de 5.182 de pasageri.
Situat la o altitudine de 233 m, aeroportul dispune de o singură pistă. Este operat de Airports Authority of India⁠(d).